# Uniformsförbud
Uniformsförbud, eller förbud mot politiska uniformer, rådde i Sverige enligt lagen (SFS 1947:164) om förbud mot politiska uniformer (kallad uniformslagen), som upphävdes den 1 juli 2002. Lagen stadgade: "Bärande av uniform eller liknande klädedräkt, som tjänar att utmärka bärarens politiska meningsriktning, vare förbjudet. Förbud som nu sagts avser jämväl uniformsdel, armbindel eller annat därmed jämförligt i ögonen fallande kännetecken." Lagen trädde i kraft efter andra världskriget, och hade en provisorisk lag från 1933 som föregångare. Syftet var främst att förhindra att nazister använde uniform. Hovrätten för Västra Sverige fann i en dom 1996 att uniformslagen "uppenbart strider mot regeringsformens regler till skydd för" yttrandefriheten, och ogillade åtalet mot en person (nazist) som åklagaren ansåg hade brutit mot lagen, genom bärande av armbindel med hakkors. Samma domslut hade tingsrätten tidigare kommit till. Sedan lagens avskaffande råder således inte något förbud mot bärande av politisk uniform i Sverige, även om bärande av vissa symboler kan utgöra hets mot folkgrupp.